# Parkinsonia anacantha
Parkinsonia anacantha är en ärtväxtart som beskrevs av John Patrick Micklethwait Brenan. Parkinsonia anacantha ingår i släktet Parkinsonia och familjen ärtväxter. Inga underarter finns listade i Catalogue of Life.